# علي بن أحمد النسوي
أبو الحسن علي بن أحمد النسوي هو رياضي اشتهر في القرن الخامس الهجري / الحادي عشر الميلادي، من أهل خرسان.
له كتاب «المقنع في الحساب الهندي»، شرح فيه الكسور المركبة وغير المركبة، وطرق استخراج الجذور التربيعية والتكعيبية.

## المصدر
- النسوي، أبو الحسن علي بن أحمد - الموسوعة العربية الميسرة، 1965